# Antoine Parmentier
Antoine-Augustin Parmentier (Montdidier, 12 de agosto de 1737 – Paris, 13 de dezembro de 1813) foi um farmacêutico e agrônomo francês, mais conhecido por promover o consumo da batata como alimento para humanos na França e em toda a Europa. 
Além disso, Parmentier contribuiu significativamente para a nutrição e a saúde, como ao implementar a primeira campanha obrigatória de vacinação contra a varíola na França, iniciada por Napoleão em 1805, quando Parmentier era Inspetor-Geral do Serviço de Saúde. Também foi pioneiro na extração de açúcar a partir da beterraba e fundou uma escola de panificação, além de estudar métodos de conservação de alimentos, como a refrigeração.

## Biografia
Parmentier nasceu em uma família burguesa, em 1737. Era o caçula de cinco filhos de Jean-Baptiste Parmentier (6 de abril de 1712 – 26 de junho de 1788), que administrava uma modesta loja de roupas na rua principal de Montdidier, uma pequena cidade comercial na região da Picardia. Sua mãe, Marie-Euphrosine Millon (6 de maio de 1706 – 14 de fevereiro de 1776), era filha de um comerciante de especiarias. Após seu pai enfrentar dificuldades financeiras, a educação das crianças ficou sob responsabilidade da mãe, com a ajuda do pároco local, o abade Daugy. Ele ensinou latim às crianças, uma habilidade essencial para quem queria seguir a carreira de farmacêutico.  
Em 1750, Parmentier começou a trabalhar como assistente na farmácia Frison, em Montdidier, que havia sido assumida por um parente distante, Paul-Félix Lendormy. Foi Lendormy quem o introduziu à profissão de farmacêutico. Em 1755, recomendado por Lendormy, Parmentier tornou-se aprendiz na farmácia Simmonet, localizada na rua Croix-des-Petits-Champs, em Paris. Durante esse período, ele morou na casa de seu mestre, Jean-Antoine Simmonet, que, assim como ele, era natural da Picardia.

## Carreira
Sem recursos para abrir sua própria farmácia, Antoine Augustin Parmentier decidiu se alistar no exército, que estava em busca de farmacêuticos. Em março de 1757, ele foi contratado por Louis Claude Cadet de Gassicourt, farmacêutico-chefe do Hôtel des Invalides, e designado como farmacêutico de terceira classe nos hospitais do exército de Hanôver, comandado pelo marechal d’Estrées durante a Guerra dos Sete Anos. Pierre Bayen, chefe desse setor do serviço, logo percebeu a dedicação, inteligência e “paixão pelos deveres” de Parmentier. Ele se tornou amigo de Bayen, que chamou a atenção de Chamousset, intendente geral dos hospitais, para o talento de Parmentier. Durante uma epidemia de disenteria que devastava o exército, Parmentier demonstrou suas habilidades ao enfrentar a crise.
Parmentier foi capturado cinco vezes pelo inimigo, mas, como o exército sofria com a escassez de farmacêuticos, ele era sistematicamente libertado em trocas de prisioneiros. Com o apoio de seus dois protetores, Bayen e Chamousset, Parmentier recebeu reconhecimento e promoções. O tenente-general das forças armadas, o duque de Choiseul, ajudou Parmentier a subir de posição: ele foi promovido a farmacêutico de segunda classe em janeiro de 1758 e a farmacêutico de primeira classe (ou ajudante principal) em 1760.
Enquanto servia como farmacêutico do exército francês, Parmentier foi capturado pelos prussianos. Na prisão, na Prússia, ele teve que comer batatas, que, na França, eram conhecidas apenas como alimento para porcos. A batata havia sido trazida da América do Sul para a Europa pelos espanhóis no início do século XVI. Até 1640, já era cultivada em várias partes da Europa, mas, fora da Espanha e da Irlanda, era usada principalmente como ração animal. Na Prússia, o rei Frederico II obrigou os camponeses a cultivar batatas sob penas severas, fornecendo-lhes mudas para o plantio. Já na França, em 1748, o cultivo de batatas foi proibido por lei, sob a crença de que elas causavam doenças como a lepra, e essa proibição só foi revogada em 1772, durante a vida de Parmentier.
Ao retornar a Paris em 1763, ele começou a se dedicar a estudos inovadores sobre química nutricional. A experiência na prisão inspirou Parmentier, em 1772, a propor o uso da batata como alimento para pacientes com disenteria, em um concurso promovido pela Academia de Besançon. Ele venceu o prêmio no ano seguinte, em 1773, defendendo o valor nutricional da batata. Graças, em grande parte, aos esforços de Parmentier, a Faculdade de Medicina de Paris declarou as batatas comestíveis em 1772. No entanto, ainda havia resistência. Ele foi impedido de usar o jardim experimental no Hôtel des Invalides, onde trabalhava como farmacêutico, devido a reclamações da comunidade religiosa proprietária do terreno, o que levou à extinção de seu cargo no hospital.
Em 1779, Parmentier foi nomeado professor na Escola Livre de Panificação, com o objetivo de estabilizar o abastecimento de alimentos em Paris, ensinando métodos mais econômicos de produzir pão. No mesmo ano, ele publicou Manière de faire le pain de pommes de terre, sans mélange de farine (Como fazer pão de batata, sem misturar farinha), explicando como fazer pão de batata com características semelhantes ao de trigo. Em 1800, Napoleão Bonaparte nomeou Parmentier como o primeiro farmacêutico do exército. Ele sucedeu Pierre Bayen e continuou sua luta para que a farmácia fosse reconhecida no mesmo nível que a medicina e a cirurgia.

## Campanhas de divulgação da batata
Parmentier ficou famoso por suas estratégias criativas de divulgação da batata. Ele organizava jantares onde os pratos feitos com batata eram o destaque, recebendo convidados ilustres como Benjamin Franklin e Antoine Lavoisier. Em outro gesto simbólico, ele presenteou o rei e a rainha com buquês de flores de batata.
Uma de suas manobras mais famosas aconteceu em sua plantação de batatas em Sablons, um terreno de 54 arpents (cerca de 18 hectares) em solo pobre próximo a Neuilly, a oeste de Paris, concedido a ele por ordem de Luís XVI em 1787. Durante o dia, Parmentier cercava o campo com guardas armados, dando a impressão de que as batatas eram bens valiosos. À noite, ele retirava os guardas, permitindo que as pessoas "roubassem" as batatas, despertando assim o interesse público. Curiosamente, uma história semelhante é contada na Alemanha sobre Frederico II da Prússia.

## Aceitação da batata
Em 1771, Parmentier venceu um concurso de ensaios no qual todos os jurados escolheram a batata como o melhor substituto para a farinha comum. No entanto, isso aconteceu antes de a França enfrentar uma real necessidade de substituir o trigo, o que fez com que Parmentier continuasse sendo alvo de críticas e pouco reconhecimento.
A aceitação da batata na sociedade francesa começou após um ano de más colheitas, em 1785, quando as desprezadas batatas ajudaram a evitar a fome no norte da França. Em 1789, Parmentier publicou o Tratado sobre a Cultura e o Uso da Batata, Batata-Doce e Topinambo (Traité sur la culture et les usages des Pommes de terre, de la Patate, et du Topinambour, “impresso por ordem do rei”. Apesar de contar com o apoio real, a obra foi publicada às vésperas da Revolução Francesa, deixando aos republicanos a tarefa de incorporar a batata à dieta popular.
Em 1794, Madame Mérigot lançou La Cuisinière Républicaine (A Cozinheira Republicana), o primeiro livro de receitas dedicado à batata, promovendo-a como alimento para as classes trabalhadoras. Os interesses agronômicos de Parmentier eram amplos, buscando sempre melhorar as condições de vida das pessoas por meio de inovações técnicas. Ele publicou observações sobre panificação, fabricação de queijos, armazenamento de grãos, uso de fubá (milho) e farinha de castanha, cultivo de cogumelos, águas minerais, produção de vinho, melhoramento de biscoitos marítimos, entre outros tópicos que também interessavam aos fisiocratas da época.

## Morte e legado

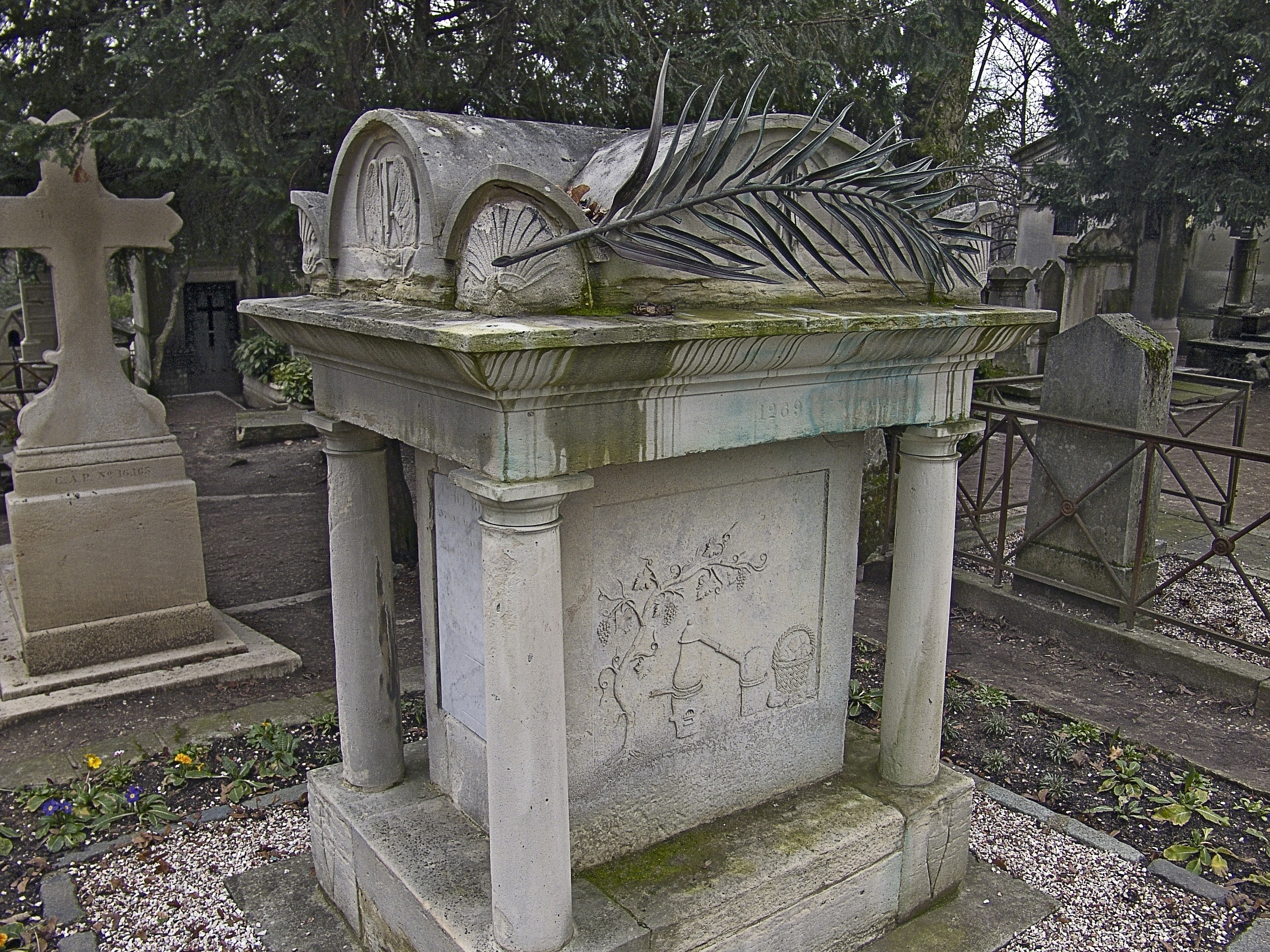
Túmulo de Antoine Parmentier no Cemitério do Père Lachaise

Parmentier faleceu em 13 de dezembro de 1813, aos 76 anos, em Paris e está sepultado no Cemitério do Père Lachaise, em um túmulo rodeado por plantas de batata. É comum encontrar batatas ao invés de flores, que os visitantes deixam em seu túmulo. Seu nome foi dado a uma longa avenida nos 10º e 11º arrondissements de Paris, além de uma estação da linha 3 do metrô parisiense.
Em Montdidier, uma estátua de bronze de Parmentier domina a Place Parmentier. No pedestal, um relevo em mármore retrata a distribuição de sementes de batata para camponeses agradecidos. Outra estátua monumental de Parmentier, criada pelo escultor francês Adrien Étienne Gaudez, está erguida na praça em frente à prefeitura de Neuilly-sur-Seine.